# Cedric J. Robinson

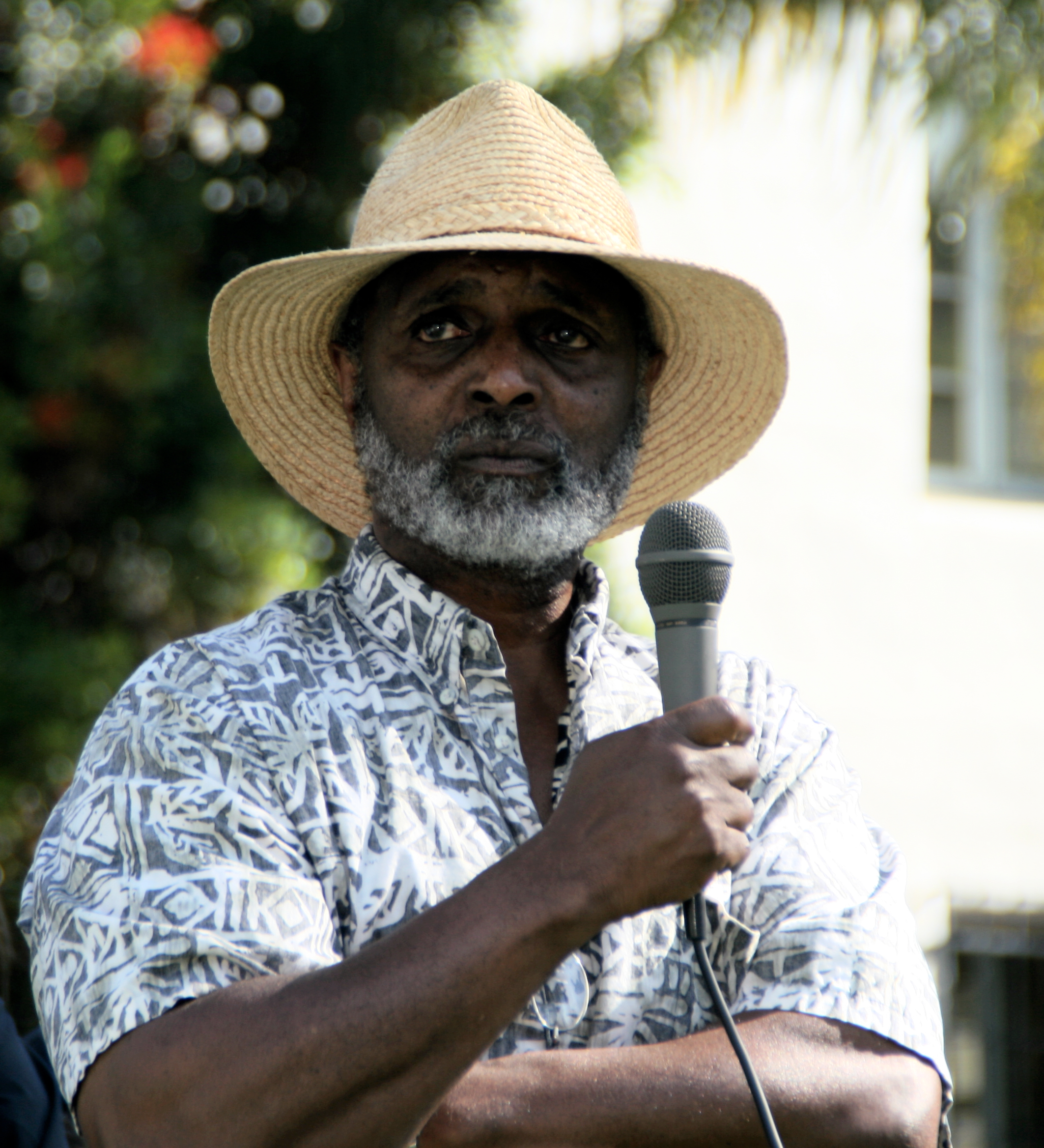
Cedric J. Robinson

Cedric James Robinson (* 1940; † 5. Juni 2016) war ein US-amerikanischer Politikwissenschaftler.

## Leben
Robinson lehrte als Professor für Black studies an der University of California. Dort war er von 1978 bis 1987 Direktor des universitären Zentrums für Black Studies Research.
Er prägte den Begriff Black Marxism.
In seiner Studie Black Marxism (1983) verweist Robinson im ersten Teil darauf, dass die entstehende Konstruktionen von Rasse am Ende des Feudalismus eine Grundlage dafür waren, durch Enteignung ein besitzloses Proletariat zu schaffen. Der zweite Teil des 2000 wieder aufgelegten Buches ist eine Schilderung einer spezifisch „schwarzen“ Theorieströmung des Marxismus.

## Schriften (Auswahl)
- An anthropology of Marxism, 2. Auflage, University of North Carolina Press, Chapel Hill 2019, ISBN 9781469649900 (1. Auflage 2001, ISBN 1840147008).
- The terms of order. Political science and the myth of leadership. 2. Auflage, University of North Carolina Press, Chapel Hill 2016, ISBN 9781469628219 (1. Auflage 1980, ISBN 0873954114).
- Forgeries of memory and meaning. Blacks and the regimes of race in American theater and film before World War II. University of North Carolina Press, Chapel Hill 2007, ISBN 9780807831489.
- Black Marxism. The making of the black radical tradition. 2. Auflage, University of North Carolina Press, Chapel Hill 2000, ISBN 0807848298 (1. Auflage 1983, ISBN 0862321263).
- Black movements in America. Routledge, New York 1997, ISBN 0415912229.